# Jordbävningen vid Samoa 2009
Jordbävningen vid Samoa 2009 gav upphov till tsunamin i Samoa 2009. Jordbävningen mätte cirka 8 i magnitud på richterskalan och skedde klockan 6:48 lokal tid den 29 september 2009. Epicentrumet låg 195 km söder om Samoas huvudstad Apia
 och skalvet gav upphov till en tsunami  som svepte in över omgivande öar. 